# Dinnerdance and Latenightmusic
Dinnerdance and Latenightmusic är Chickenpox' debut-EP, utgiven 1 juni 1994 på Burning Heart Records.

## Låtlista
1. "Juvenile Gangster"
2. "Somebody"
3. "Taxi"
4. "People I Know"

## Personal
- Mattias Ahlén - bakgrundssång
- Martin Johansson - saxofon
- Morgan Libert - bas
- Staffan Palmberg - trombon
- Peter Swedenhammar - trummor, bakgrundssång
- Per Törnquist - orgel, gitarr
- Max B Uvebrandt - gitarr, sång
- Jörgen Wärnström - inspelning, mixning

### Fotnoter
1. ↑  ”Dinnerdance and Latenightmusic”. Discogs.com. http://www.discogs.com/Chickenpox-Dinnerdance-And-Latenightmusic/release/1402269. Läst 14 april 2012.